# Hockey su prato ai Giochi della XV Olimpiade
Gli incontri di hockey su prato alle olimpiadi estive del 1952 si sono svolte al Helsingin Velodromi.

## Formula
La formula prevedeva un torneo ad eliminazione diretta.

## Squadre partecipanti
- Austria
- Belgio
- Finlandia
- Francia
- Gran Bretagna
- Germania
- India
- Italia
- Paesi Bassi
- Pakistan
- Polonia
- Svizzera

## Risultati

### Turno preliminare
| Helsinki 15 luglio 1952 | Austria | 2 – 1 (1-0) | Svizzera | Helsingin Velodromi |

| Helsinki 15 luglio 1952 | Belgio | 6 – 0 (1-0) | Finlandia | Helsingin Velodromi |

| Helsinki 16 luglio 1952 | Germania | 7 – 2 (1-2) | Polonia | Helsingin Velodromi |

| Helsinki 16 luglio 1952 | Francia | 5 – 0 (4-0) | Italia | Helsingin Velodromi |

### Quarti di finale
| Helsinki 17 luglio 1952 | India | 4 – 0 (1-0) | Austria | Helsingin Velodromi |

| Helsinki 17 luglio 1952 | Gran Bretagna | 1 – 0 (0-0) | Belgio | Helsingin Velodromi |

| Helsinki 18 luglio 1952 | Paesi Bassi | 1 – 0 (1-0) | Germania | Helsingin Velodromi |

| Helsinki 18 luglio 1952 | Pakistan | 6 – 0 (1-0) | Francia | Helsingin Velodromi |

### Semifinali
| Helsinki 20 luglio 1952 | India | 3 – 1 (3-1) | Gran Bretagna | Helsingin Velodromi |

| Helsinki 20 luglio 1952 | Paesi Bassi | 1 – 0 (1-0) | Pakistan | Helsingin Velodromi |

### Torneo di consolazione - Quarti di finale
| Helsinki 21 luglio 1952 | Austria | 2 – 0 (0-0) | Italia | Helsingin Velodromi |

| Helsinki 21 luglio 1952 | Germania | 7 – 0 (3-0) | Finlandia | Helsingin Velodromi |

| Helsinki 21 luglio 1952 | Svizzera | 2 – 1 (2-0) | Francia | Helsingin Velodromi |

| Helsinki 21 luglio 1952 | Belgio | 4 – 3 (1:1; 2:2 – 3:3 – 3:3 – 4:3) | Polonia | Helsingin Velodromi |

1. ↑  Dopo l'incontro la commissione tecnica, rilevò i bastoni della squadra belga irregolari e decreto la ripetizione dell'incontro

| Helsinki 22 luglio 1952 | Polonia | 1 – 0 (0-0) | Belgio | Helsingin Velodromi |

### Torneo di consolazione - Semifinali
| Helsinki 23 luglio 1952 | Germania | 2 – 1 (2-1) | Austria | Helsingin Velodromi |

| Helsinki 23 luglio 1952 | Polonia | 1 – 0 (1-0) | Svizzera | Helsingin Velodromi |

### Finale 5 e 6 posto
| Helsinki 25 luglio 1952 | Germania | 4 – 0 (3-0) | Austria | Helsingin Velodromi |

### Finale 3 e 4 posto
| Helsinki 22 luglio 1952 | Gran Bretagna | 2 – 1 (2-1) | Pakistan | Helsingin Velodromi |

### Finale 1 e 2 posto
| Helsinki 24 luglio 1952 | India | 6 – 1 (4-0) | Paesi Bassi | Helsingin Velodromi |

## Podio
| Evento                   | Oro | Argento | Bronzo |
| Hockey su prato maschile | India Chinadorai Deshmutu Dharam Singh Gill Randhir Singh Gentle Govind Perumal Keshav Dutt Meldric daLuz Raghbir Lal Kunwar Digvijay Singh Balbir Singh Sr. Udham Singh Muniswamy Rajagopal Ranganathan Francis Leslie Claudius G. Nandy Singh | Paesi Bassi Lau Mulder Harry Derckx Han Drijver Jules Ancion Dick Loggere Eddy Tiel Wim van Heel Dick Esser Roepie Kruize André Boerstra Leo Wery | Gran Bretagna Graham Dadds Roger Midgley Denys Carnill John Cockett Dennis Eagan Anthony Robinson Tony Nunn Robin Fletcher Richard Norris John Conroy John Taylor Derek Day Neil Nugent |